# 宮川脳病院
宮川脳病院（みやがわのうびょういん）は三重県度会郡小俣町（現・伊勢市）にあった医療機関（精神病院）。

## 沿革
1928年（昭和3年）10月、度会郡小俣町新川原（現・伊勢市小俣町宮前）に建設される。
当時、三重県内には宮川脳病院に匹敵する規模の精神病院が他に無かったため、代用精神病院に指定することが考慮され、1934年（昭和9年）頃に三重県立代用精神病院に指定されることになる。
1947年（昭和22年）、経営困難を理由に閉院する。
閉鎖された宮川脳病院を1951年（昭和26年）に法務省が買収し宮川医療少年院となった。

### 年表
- 1927年（昭和2年）4月 - 起工[6]。
- 1928年（昭和3年）10月 - 竣工[6]。同年10月28日の創立とされている[7][8]。
  - 『昭和5年3月26日 三重県公報 第847号』11ページに「宮川脳病院」の記述あり
- 1934年（昭和9年）頃 - 三重県立代用精神病院に指定される[3]。
  - 『昭和10年2月6日 三重県公報 第2262号』25ページに「三重県代用精神病院宮川脳病院」の記述あり
- 1935年（昭和10年）9月頃 - 病室、入浴室などを増築する許可を受ける[9]。
- 1936年（昭和11年）3月下旬 - 建坪250坪（約800m2）の病室と入浴室1棟の建設工事（同年5月末完工予定）に着手[10]。
- 1937年（昭和12年）1月上旬 - 建延べ坪250坪（約800m2、収容人員50名）の増築工事（同年2月末完工予定）に着手[11]。
  - 新聞記事[11]には、この増築工事後、同年9月末完工予定でさらに3階建て建延べ坪600余坪（約2,000m2、収容人員300名）の増築工事に着手の予定とあるが、実際に着手したかどうかは不明。
  - 1937年（昭和12年）4月9日から1937年（昭和12年）4月17日までの伊勢新聞の病院広告に「新病棟増築落成による看護員等の募集」の記述がある。
- 1938年（昭和13年）8月3日 - 豪雨により宮川が氾濫、床上浸水となり患者全員を神都公会堂へ避難させる[12]。
- 1944年（昭和19年）11月頃 - 宮川病院に改称[13]。
- 1947年（昭和22年）9月下旬 - 閉院[4]。
- 1951年（昭和26年） - 法務省が買収し宮川医療少年院となる。

## 概要
1931年（昭和6年）当時の敷地総面積は約18,000坪（約60,000m2）。建坪は約400坪（約1,300m2）。病室は46室で、うち普通病室13室、精神病室27室、特別病室6室。広大な患者遊歩道を有していた。
敷地面積としては、東京の松沢病院に次ぐ大きさであったとされている。
1937年（昭和12年）頃の入院患者は約150名であった。
1941年（昭和16年）当時の新聞記事では、病室7棟、食堂、上水タンク、浴槽2個、娯楽室、精米場、患者作業場、慰安殿、職員住宅などがあったと記されている。
1940年（昭和15年）頃
- 病院名称：三重県立代用精神病院 宮川脳病院[18]
- 診療科目：精神病科、神経科、脳病科[18]

1947年（昭和22年）頃
- 病院名称：三重県立代用精神病院 宮川病院[19]
- 診療科目：精神科、内科、外科[19]

## 院主
- 小林喬松[6]

## 主な歴代院長
- 伊藤勘助 - 元・東山脳病院院長[20]
  - 1930年（昭和5年）1月16日から1930年（昭和5年）7月1日までの伊勢新聞の病院広告に院長との記載あり。
- 吉田寛一 - 医学博士
  - 1930年（昭和5年）6月9日より伊勢新聞の病院広告に所属医師として記載あり。
  - 1930年（昭和5年）7月29日から1931年（昭和6年）3月30日までの伊勢新聞の病院広告に院長との記載あり。
- 加藤誠治 - 医学博士
  - 1931年（昭和6年）4月15日の伊勢新聞の記事[21]で院長就任の記載あり。
  - 1931年（昭和6年）4月16日から1931年（昭和6年）5月27日までの伊勢新聞の病院広告に院長との記載あり。
- 宮軒安太郎 - 医学博士
  - 1931年（昭和6年）8月24日、25日、26日、28日の伊勢新聞の記事[22]で「宮川脳病院長」との記載あり。
  - 1931年（昭和6年）10月3日から1932年（昭和7年）7月21日までの伊勢新聞の病院広告に院長との記載あり。
- 水津信治 - 医学博士
  - 1933年（昭和8年）10月22日から1935年（昭和10年）6月8日までの伊勢新聞の病院広告に院長との記載あり。
- 渡邊
  - 1941年（昭和16年）3月20日の伊勢新聞の記事[7]に苗字のみ記載あり。
- 中野嘉一
  - 1946年（昭和21年）1月31日から1946年（昭和21年）8月15日までの伊勢新聞の病院広告に院長との記載あり。

## 二見脳病院
宮川脳病院が開院する3年前の1925年（大正14年）頃の新聞記事で度会郡二見町に二見脳病院の建設が進められていたとの記述がある。三重県当局の設置許可を得て建設に着手したものの、二見町民の大反対にあい、建設途中で頓挫する。その後、未成建物については暴風雨や、建設請負人とのトラブルにより取り壊されたとある。後に宮川脳病院の院主となる小林喬松が二見脳病院の所有者の一人に名を連ねている。